# برونا گورا
برونا گورا (به بلاروسی: Бронная Гара؛ به معنای «کوهستان برونیا») نام منطقه‌ای دورافتاده در بلاروس کنونی است که صحنه کشتار یهودیان لهستانی توسط آلمان نازی در جریان جنگ جهانی دوم بود.
این مکان شامل بخشی از نیمه شرقی لهستان اشغالی بود که در سال ۱۹۳۹ با توافق با آلمان توسط اتحاد جماهیر شوروی مورد حمله قرار گرفته بود و دو سال بعد در طی عملیات بارباروسا توسط ورماخت تصرف شد. تخمین زده می‌شود که از ماه مه ۱۹۴۲ تا نوامبر همان سال، در کشنده‌ترین مرحله از هولوکاست در لهستان، حدود ۵۰٬۰۰۰ یهودی در جنگل‌های اطراف برونا گورا در چاله‌هایی از پیش کنده شده به قتل رسیدند. قربانیان با قطارهای هولوکاست از گتوهای نازی، از جمله گتو برست و گتو پینسک، و از دیگر گتوها در مناطق اطراف و همچنین از رایخس‌کومیساریات اوستلاند (بلاروس غربی کنونی) به صحنه کشتار منتقل شدند.

## پیش‌زمینه
پس از یک سده تسلط خارجی، جمهوری دوم لهستان در پایان جنگ جهانی اول به کشوری مستقل تبدیل شد. برونا گورا بخشی از استان پولشه بود و تا زمان تهاجم به لهستان در ۱۹۳۹ در آن باقی ماند. با داشتن ایستگاه قطاری در نزدیکی جنگل، برونا گورا مکان خلوت و مناسبی برای کشتار یهودیان در سال ۱۹۴۲ شد و نازی‌ها یهودیان را از گتو برست، پینسک، و دیگر گتوهای اطراف به آنجا منتقل کرده و سپس می‌کشتند.
پس از تهاجم شوروی به لهستان در ۱۹۳۹، برونا گورا همراه دیگر مناطق استان پولشه پس از رای‌گیری نمایشی که NKVD در فضای رعب و وحشت به راه انداخته بود، به بلاروس شوروی منضم شدند. همه شهروندانی که پیشتر در لهستان زندگی می‌کردند ولی متولد لهستان نیز بودند، می‌بایست از آن پس در جمهوری شوروی سوسیالیستی بلاروس به عنوان اتباع شوروی، و نه لهستانی، زندگی می‌کردند. با این حال، حکومت شوروی بر این مناطق دیری نپایید، چرا که شرایطی که طبق آن‌ها پیمان موسوم به مولوتوف–ریبنتروپ پیشتر در مسکو امضا شده بود، هنگام عبور ارتش آلمان از مناطق لهستانی اشغال شده توسط شوروی در ۲۲ ژوئن ۱۹۴۱، شکسته شدند. از ۱۹۴۱ تا ۱۹۴۳ این استان تحت کنترل آلمان نازی، و توسط شورای مرکزی بلاروس و از همدستان آلمان اداره می‌شد، که خود پشتیبانی گردان‌های بلاروسی نازی موسوم به دفاع ملی را داشت.

## کشتار دسته‌جمعی
نخستین عملیات کشتار در ژوئن ۱۹۴۲ انجام شد و ۳۵۰۰ یهودی از گتوی پینسک و شهر کوبرین در نزدیکی آن، برای «پردازش» (به آلمانی: durchschleusen)، به برونا گورا فرستاده شدند. طبق اعترافی پس از جنگ از سوی بنیامین ولف، یک یهودی لهستانی از آنتوپول که توانست از کشتار جان سالم بدر ببرد، ایستگاه قطار توسط حصار سیم خاردار محاصره شده بود. مترجمی به زندانیان اطلاع می‌داد که ایستگاه‌های شستشو در جنگل‌های پشت سر آن‌ها قرار دارند. به آنها دستور داده شد که لباس‌های خود را درون قطار ترک کنند و تنها صابون و حوله با خود ببرند. به کسانی که صابون نداشتند گفته می‌شد که نگران نباشند زیرا صابون و حوله از پیش تهیه شده بودند. مسیر میان جنگل‌ها، که با سیم خاردار احاطه شده بود، به شدت محافظت می‌شد. مسیر پس از مسافتی به آرامی باریک‌تر شد، تا اینکه صدای تیراندازی در آن سوی مسیر به زندانیان می‌فهماند که در انتهای مسیر چه عاقبتی در انتظارشان است. یهودیانی که قصد داشتند با گذر از حصار فرار کنند، بر روی سیمها مورد اصابت گلوله قرار می‌گرفتند. در ادامه، مسیر به منطقه ای منتهی می‌شد که دارای گودال‌های اعدام به عمق ۴ متر و طول ۶۰ متر بود و این گودال‌ها توسط صدها کارگر محلی زیر تهدید اسلحه حفر شده بودند. از مواد منفجره برای سریع کردن روند حفاری استفاده شده بود. قربانیان تازه‌وارد به درون گودال‌ها آورده می‌شدند و یکی یکی بر روی اجساد دیگران تیرباران می‌شدند؛ طبق گفته‌های یک شاهد، ۵۲۰۰۰ نفر در برونا گورا کشته شدند، از جمله یهودیان و افرادی که تصور می‌شد با مبارزان مقاومت در ارتباط هستند.
در مارس ۱۹۴۴، با پیشرفت ارتش سرخ شوروی، آلمانی‌ها تلاش کردند تا شواهد کشتارها را پاک کنند. دستور ویژه ۱۰۰۵ به همین منظور ارائه شد. با کمک ۱۰۰ زندانی-برده، برای دو هفته آینده گورهای دسته‌جمعی نبش قبر شدند و اجساد را در گودال‌هایی سوزاندند. با پایان یافتن کار، درخت‌هایی بر روی گودال‌ها کاشته شدند و همه زندانیان با اصابت گلوله کشته شدند. پس از جنگ، در کنفرانس ۱۹۴۵ پوتسدام، مرزهای لهستان دوباره ترسیم شدند و برونا گورا بخشی از جمهوری شوروی سوسیالیستی بلاروس شد. یادبودی در محل یادبود شهروندان یهودی کشته شده اتحاد جماهیر شوروی برپا شد.